# Vocal Sampling
Vocal Sampling est un sextet vocal cubain qui existe depuis la fin des années 1980.

## Description
Leur musique est exécutée essentiellement a cappella. Ils reprennent et adaptent des chansons du répertoire traditionnel cubain (El cuarto de Tula, Guantanamera...) mais possèdent aussi leurs propres compositions (Un son pa'cantar, Apretaíto pero relajao...). Dans leur disque Akapelleando, ils proposent une nouvelle version du standard américain des Eagles Hotel California ou encore du classique de Harry Belafonte Banana Boat.
Cambio de Tiempo a été nommé dans trois catégories différentes aux Latin Grammy Awards (2002) et Akapelleando a reçu le grand prix Cubadisco 2007[réf. nécessaire].

## Membres du groupe

### Formation originale
- Carlos Díaz
- René Baños Pascual
- Abel Sanabria Padrón
- Reinaldo Sanler Maseda
- Luis Alzaga
- Sergio Pereda

### Deuxième formation
- René Baños Pascual (directeur musical)
- Abel Sanabria Padrón (percussions vocales)
- Reinaldo Sanler Maseda (ténor)
- Jorge Núñez Chaviano (ténor)
- Renato Mora Espinosa (ténor)
- Oscar Porro Jiménez (baryton)

### Troisième formation
- René Baños Pascual (directeur musical)
- Abel Sanabria Padrón (percussions vocales)
- Reinaldo Sanler Maseda (ténor)
- Jorge Núñez Chaviano (ténor)
- Julio César Pérez Jiménez (ténor)
- Oscar Porro Jiménez (baryton)

## Discographie
- Una Forma Más (1995 - Paroli-BMG Musique de Cologne. Allemagne; Sire/Warner Brothers 61792 )
- De Vacaciones (1997 - East West)
- Live in Berlin (1998 - Ashè Records)
- Cambio de Tiempo (2000 - UN-9011, Unicornio-Decca UK)
- Akapelleando (2006 - EGREM CD-0828)
- Directo en Tenerife